# هاوت امبومو
هاوت امبومو (به لاتین: Haut-Mbomou) یک منطقهٔ مسکونی در جمهوری آفریقای مرکزی است که در جمهوری آفریقای مرکزی واقع شده‌است. هاوت امبومو ۵۵٬۵۳۰ کیلومتر مربع مساحت و ۵۷٬۶۰۲ نفر جمعیت دارد.